# Глен Елън
Глен Елън (на английски: Glen Ellen) е населено място в окръг Сонома, щата Калифорния, Съединените американски щати.
Намира се на 10 km северозападно от град Сонома. Населението му е около 1000 души към 2000 г.
В Глен Елън умира писателят Джек Лондон (1876 – 1916).